# Молли, Бенедетто
Бенедетто Молли, или Бенедикт Молли (16 марта 1597, Рим — 1 октября 1657, там же) — итальянский архитектор и иезуит. Работал в украинских землях, которые тогда входили в состав Речи Посполитой.

## Биография
Родился 16 марта 1597 года в Риме.

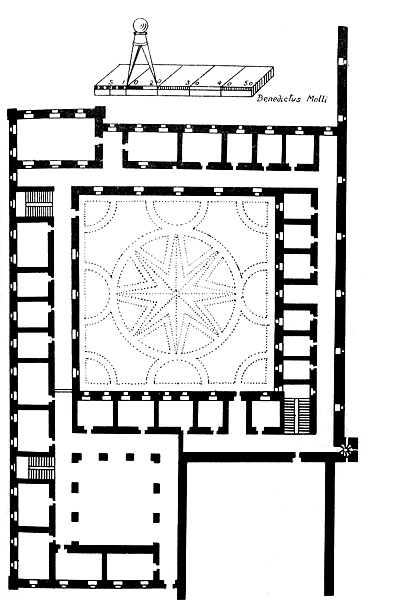
Бенедикт Молли. Проект коллегиума иезуитов, Луцк

Получил образование архитектора. 15 сентября 1617 стал иезуитом, жил в Риме и Перудже. В 1627—1630 годах строил помещения монастырей ордена в Паникале рядом с Перуджей. В 1631—1633 годах руководил строительством «Папского германо-венгерского коллегиума» в Риме. После многочисленных просьб княгини Анны-Алоизы Острожской его направили в Острог. Из Италии он отправился в конце 1633 года или в начале 1634 года, в пути его спутником был ксёндз Пшемыслав Якуб Рудницький герба Лис — ректор коллегиума иезуитов Острога (воспитатель будущего короля Яна II Казимира . В Остроге в 1634—1645 годах Молли руководил строительством коллегиума иезуитов. После завершения строительства просил своих начальников разрешить ему вернуться домой, но ему отказали и приказали строить костёл в Остроге. Приходилось ему работать также и в других городах. В Украине он оставался до начала восстания Богдана Хмельницкого и в 1648 году вместе с иезуитами покинул Острог. После этого Молли прибыл в Краков, где в 1650 году он разработал проект коллегиума Святого Петра (сохранилась копия проекта от 27 июля 1651). Во время пребывания в Речи Посполитой Молли выучил польский язык.

### Работы
- автор проекта здания Коллегиума иезуитов в Луцке (1646, рисунок находился в сборнике Национальной библиотеки Франции в Париже)
- Кафедральный костел святых Петра и Павла (Луцк)
- Коллегиальный костел Святой Троицы (Олыка)
- Костел святых Игнатия Лойолы и Франциска Ксаверия (Острог)
- Palazzo Doria, Вальмонтоне
- Костел Благовещения и монастырь бригидок (Гродно) .